# Georges Coran
Georges Coran, né en 1928 à Fort-de-France en Martinique et mort en 2017 à L'Haÿ-les-Roses, est un Peintre, graveur, céramiste, décorateur et enseignant français.

## Biographie
Georges Coran naît le 26 mars 1928 à Fort-de-France en Martinique, où il grandit. Il est dans un premier temps formé à l’École des arts appliqués de Fort-de-France. Par la suite, il obtient une bourse pour continuer ses études en gravure à l’École Boulle à Paris. Il est diplômé en 1953 et poursuit une carrière d’enseignant au collège technique et à l’école des beaux-arts de Douai.
En 1954, il est exposé au Musée de la France d’outre-mer (actuel Palais de la Porte-Dorée). Il est fait don du tableau Les Coupeurs de Cannes, aujourd’hui conservé au musée du Quai Branly.
En 1958, il participe à l’Exposition universelle de Bruxelles pour le Salon de la ville de Paris.
Georges Coran meurt à L'Haÿ-les-Roses le 6 juillet 2017.

## Œuvres de Georges Coran
Georges Coran s’inspire des modernités artistiques du 20e siècle et revendique son identité noire à travers sa pratique artistique, en réaction à l’art occidental.
- Deux femmes, 1946-1954, Cuivre repoussé et émaillé (Musée du Quai Branly)
- Les Coupeurs de Cannes, 1953, peinture sur tissu montée sur toile (Musée du Quai Branly)
- De morne en morne, 1954, encre sur toile de coton[3]
- Délire et paix, 1954, encre sur toile de coton (Centre Pompidou, Musée national d’art moderne, Paris) :

Le titre fait référence au vers du poème Au serpent de Aimé Césaire : 

« Salut à toi serpent ta reptation est plus majestueuse que leur démarche et la paix que leur dieu ne donne pas tu la détiens souverainement.
Serpent délire et paix
la campagne me démembre sur les claies d'un vent d'outrage les secrets qui firent retentir leurs pas au débouché de la trappe millénaire des gorges qu'ils serraient à étrangler. »

L’iconographie emprunte aux mythologies martiniquaises : une jungle avec une variété de plantes et d’animaux terrestres et aquatiques. La toile fait référence à des œuvres de l’histoire de l’art classique. Sa composition fait penser à celle de la tapisserie la Dame à la licorne. Les deux figures féminines au centre rappellent le tableau Gabrielle d’Estrées et une de ses sœurs : elles ont le visage tourné vers le spectateur et un insecte pince le téton de celle de droite.
- Idorah, 1964, huile sur toile (Collection Claude Coran)[5]

## Expositions
- Paris noir, Circulations artistiques, luttes anticoloniales 1950-2000, Centre Pompidou, 19 mars - 30 juin 2025.
- Georges Coran, explorateur des 9 mondes, Centre Culturel Aragon-Triolet d'Orly, 10 janvier - 18 février 2023.